# FC Ozana Târgu Neamț
Fotbal Club Ozana Târgu Neamț a fost un club românesc de fotbal din orașul Târgu Neamț, Județul Neamț.

## Istoric
Ozana Târgu Neamț a promovat în Divizia C la sfârșitul sezonului 1974–75 câștigând campionatul județean și barajul de promovare jucat împotriva campioanei județului Vaslui, Avântul Huși (2–0 la Huși și 2–1 la Târgu Neamț). Lotul a fost compus din: Floș, Constantinescu — portari; Croitoru II, Pasat, Axinte, Fodor, Gavriluță — fundași; Meterciuc, Croitoru I, Dascălu, Roman, Dumitraș — mijlocași; Ionașcu, Anegroaie, Tulbure, Doru Apetrei, Hritcu — atacanți; Mircea Crețu (antrenor principal).
În primul sezon în divizia a treia, Ozana a evoluat în Seria a II-a, clasându-se pe locul 12.
În sezonul 1976/1977, numele echipei avea să se schimbe și Ozana Târgu Neamț avea să se transforme în Cetatea Târgu Neamț. După 18 sezoane jucate în al treilea eșalon al campionatului României, Cetatea Târgu Neamț promovează în Divizia B. Sezonul 1994/1995, avea să fie cel mai strălucitor an pentru echipa târg-nemțeană, aceasta ocupând locul 4 în eșalonul al doilea, venind din postura de nou promovată. În clasament avea să treacă peste echipe ca Dacia Pitești, Gloria Buzău, Rocar București și multe alte echipe cu nume în anii aceia. Doi ani mai târziu, lucrurile se schimbă și jucătorii valoroși încep să plece, lucrul acesta văzându-se în jocul echipei care avea să retrogradeze în Divizia C. Un an mai târziu, mai exact în 1997, Cetatea Târgu Neamț avea sa se desființeze și orașul Târgu Neamț avea să rămână fără echipă de fotbal. După o pauză de 9 ani de absență din lumea sportului rege, Cetatea Târgu Neamț se reînființează, la cârma echipei fiind ales Ioan Agafiței. Încă din primul sezon de la reînființare, echipa avea să termine pe primul loc în Liga a IV-a, cu doar două înfrângeri în acel sezon. După 10 ani de așteptare, alb-albaștrii aveau să se reîntoarcă în Liga a III-a, debutând cu o victorie în primul meci, 1-0 pe “Cetate” contra celor de la Juventus Fălticeni. La finele sezonului, echipa avea să se claseze pe locul 10, cea mai răsunătoare victorie din acel sezon fiind cea cu Cetatea Suceava, scor 3-0, golurile fiind marcate de Ionuț Afloarei în minutul 39 și de juniorul Chiriac Tudor în minutele 23, respectiv 74.
În vara anului 2016, clubul se desființează pentru a doua oară, iar orașul Târgu Neamț rămâne doar cu o singură de fotbal, Steel-Man Târgu Neamț, aflată în Liga a V-a Neamț.
În august 2018, s-a reînființat cu numele de Fotbal Club Ozana Târgu Neamț și s-a înscris în campionatul Ligii a IV-a Neamț, fiind una dintre cele 6 echipe înscrise în acest campionat, alături de Bradu Borca, Speranța Răucești, Victoria Horia, Moldova Cordun și Energia Pângărați. Din cauza numărului redus de echipe înscrise, AJF Neamț hotărăște ca această întrecere să se desfășoare în câte două manșe tur și alte două manșe retur.
Lotul are în componența sa, în marea majoritate, jucători care au evoluat la Cimentul Bicaz (locul 3, Liga a IV-a, Neamț, din sezonul precedent). Formația din Tg. Neamț se anunță una dintre contracandidatele la prima poziție, loc ce asigură prezența la barajul de promovare pentru accederea în Liga a 3-a. Alături de Ozana Târgu Neamț, se mai luptă pentru acest loc Bradu Borca (vice-campioana Ligii a 4-a) și Speranța Răucești (fostă campioană a Ligii a 4-a, ultima dată în sezonul 2015-2016). 
Echipa de la poalele cetății are un parcurs bun, învingând de două ori Speranța Răucești, urmând a se clasa, în pauza competițională, pe locul secund al Ligii a 4-a, Neamț, la 3 puncte în spatele liderului CS Bradu Borca.
Ajunsă în play-off, Ozana, învinge, în retur, cu 4-0, la Tg. Neamț, pe Bradu Borca și în ultima etapă, la Răucești, pe Speranța, cu același 4-0. În urma acestor victorii și al parcursului promițător, din cadrul sezonului, echipa târg-nemțeană câștigă campionatul Ligii a 4-a și reprezintă județul Neamț la barajul de promovare în Liga a 3-a, având adversar pe Viitorul Liteni, campioana Ligii a IV-a Suceava.
În manșa tur al barajului de promovare, Ozana Tg. Neamț învinge cu un categoric 4-1, la Liteni, asigurându-și un retur liniștit la Târgu Neamț, unde se menajează și cedează cu 1-2 în fața sucevenilor. În ciuda înfrângerii din retur, Ozana Târgu Neamț se califică, având scorul general de 5-3 și promovează în Liga a 3-a, acolo unde se mai află o echipă a județului Neamț, FC Ceahlăul Piatra Neamț. În Liga a 3-a, FC Ozana Tg. Neamț reușește să învingă două dintre pretendentele la promovare, CSM Focșani și fosta campioană a României, FC Oțelul Galați, clasându-se pe locul 8. Din cauza pandemiei de Covid-19, dar și din cauza faptului că a rămas fără sprijin financiar din partea Consiliului Județean Neamț, FC Ozana Tg. Neamț nu se mai înscrie în noul sezon de Liga a 3-a, desființându-se, județul Neamț fiind reprezentat în Liga a 3-a de către FC Ceahlăul Piatra Neamț și de către ACS Bradu Borca, cea din urmă disputând partidele de pe teren propriu la Tg. Neamț.

## Palmares
Liga a III-a
- Câștigătoare (1): 1993–94

Liga a IV-a Neamț
- Câștigătoare (5): 1974–75, 1998–99, 2006–07, 2012–13, 2018–19
- Locul 2 (1): 1997–98

#### Foști jucători
- Stelian Bordeianu
- Dumitru Botez
- Vasile Ripanu
- Daniel Petrescu
- Mihai Florean
- Ioan Ciocârlan
- Sorin Antonia
- Adrian Iencsi
- Ștefan Apostol
- Ștefan Usturoi
- Vasile Petrescu
- Vasile Mărculeț
- Ioan Onu
- Mihai Cezar
- Gheorghe Popovici
- Radu Suliman
- Ioan Berariu
- Gabriel Țapu
- Florin Ganea
- Răzvan Raț

#### Foști antrenori
- Ioan Dascălu
- Mircea Crețu